# James Butler, 2. hrabě z Ormonde
James Butler, 2. hrabě z Ormondu, též Jakub Butler (4. října 1331 – 18. října 1382), byl šlechtic řadící se mezi irské peery. Zastával úřad Lord Justice of Ireland v letech 1359, 1364 a 1376.
Byl synem Jamese Butlera, 1. hraběte z Ormondu a jeho manželky Eleonory de Bohun. Narodil se v Kilkenny. Obyčejně byl nazýván Urozený hrabě, neboť byl pravnukem krále Eduarda I.

## Kariéra
Roku 1362 nechal postínat 600 Mac Murroughových stoupenců v Teigstaffenu (hrabství Kilkenny). V úřadu L.J. působil do 24. července 1376 s platem £500 ročně. Dne 2. dubna 1372 byl jmenován konstáblem dublinského hradu za honorář £18 5s. ročně. Byl povolán do parlamentu, který svolal Richard II.
Zemřel 18. října 1382 na svém hradě Knocktopheru (poblíž něj byl založil roku 1356 karmelitánský klášter). Byl pohřeb v katedrále St. Canice's Cathedral v Kilkenny.

## Sňatek a potomci
Oženil se 15. května 1346 s Alžbětou Darcyovou, dcerou sira Jana Darcyho, rytíře z Knaithu (dalšího vykonavatele úřadu Lord Justice of Ireland) a Joan de Burgh. Měli čtyři děti:
- James Butler, 3. hrabě z Ormondu (1376–1405).
- Thomas Butler, vykonavatel práva v Corku
- Ellen Butlerovou, která se vdala za básníka Geralda FitzGeralda, 3. hrabětě z Desmondu. Zemřela roku 1404.
- Jean Butlerovou, která se vdala za Teiga O'Carrolla, Prince z Éile. Zemřela na mor roku 1383.